# Scott William Winters
Scott William Winters (Nova Iorque, 5 de agosto de 1965) é um ator norte-americano.

## Biografia
Ele tem três irmãos, entre eles Dean Winters, um ator com quem contracenou na série da HBO Oz, justamente fazendo papel de seu irmão, o personagem Cyrill O'Reilly. Scott também teve um bom papel em Good Will Hunting (br: Gênio Indomável), Clark. Ele reprisou o papel justamente com Matt Damon e Ben Affleck numa paródia da cena, no filme Jay and Silent Bob Strike Back.
Scott participou também em alguns episódios da série 24 Horas, como um agente da FBI. Ele também desempenhou um policial na série Dexter da Showtime.
Ele fez uma breve aparição no show Livro de Daniel num episódio que foi exibido somente online.

## Filmografia
- NYPD Blue (1993) (Série)
- O Povo Contra Larry Flynt (1996)
- Gênio Indomável - Good Will Hunting (1997)
- Oz (1998 - 2003) (Série)
- O Império (do Besteirol) Contra-Ataca (2001)
- 24 Horas (2001) (Série)
- Dexter (2006) (Série)